# Холмс, Пол Скотт
Сэр Пол Скотт Холмс (англ. Paul Scott Holmes; 29 апреля 1950 года, Хокс-Бей — 1 февраля 2013 года, Хокс-Бей), кавалер ордена Новой Зеландии «За заслуги» — новозеландский теле- и радиоведущий, получивший признание за свой профессионализм в области журналистики. Холмса называли «революционером» новозеландской журналистики, подразумевая первую в Новой Зеландии политическую аналитическую программу Holmes, которую он вёл на канале TV One с 1989 по 2004 годы. Кроме того, с 1985 по 2008 годы Пол Холмс был ведущим субботнего утреннего шоу Breakfast на радиостанции Newstalk ZB.
Пол Холмс был ведущим и других программ, в том числе еженедельного шоу на телеканале Prime Television в 2005 году, два раза был ведущим программы This Is Your Life. С 2009 года вплоть до своей отставки в 2012 году Холмс был ведущим утреннего политического ток-шоу Q+A, выходящего по воскресеньям на канале TV One.
Благодаря громким выступлениям Холмса и их противоречивой манере, его личная жизнь часто оказывалась в центре внимания общественности наряду с его деятельностью в области благотворительности. Он провел большую часть своей карьеры в центре внимания; в прессе освещались его агитация по поводу Паралимпийских игр, рождение сына, развод, помощь дочери в связи с её наркотической зависимостью, и его смерть. Пол Холмс считается одним из активистов борьбы со СПИДом. В одной из своих передач он показал историю молодой девушки, Ив ван Графхорст, страдающей от этого заболевания.
Кроме теле- и радиожурналистики, Пол Холмс интересовался и другими отраслями искусства, в особенности театром. В 1999 году он опубликовал свою автобиографию, а в 2000 году записал альбом, Paul Holmes, ставший платиновым в Новой Зеландии. Благодаря своему успеху, Холмс приобрёл статус знаменитости и часто появлялся в других медиа, например в мыльной опере улица Шортленд. В 2003 году Пол Холмс был награждён новозеландским орденом «За заслуги». Холмс перенёс операцию по поводу раковой опухоли, а также операцию на сердце в 1999 году, и затем повторно в 2012 году. Вскоре после последнего хирургического вмешательства он подал в отставку. В 2013 году Пол Холмс был произведён в рыцари генерал-губернатором Новой Зеландии. Через две недели, 1 февраля 2013 года, Пол Холмс скончался в своём доме в Хокс-Бей.

## Ранние годы
Пол Холмс родился 29 апреля 1950 года в семье Крисси (англ. Chrissie) и Генри (англ. Henry) Холмсов. Отец Пола был механиком. Холмс рос в Хокс-Бей и поступил в среднюю школу Караму. Вместе со своим младшим братом, Кеном, Холмс увлёкся гребным спортом и вступил в школьный дискуссионный клуб, став впоследствии его старостой. У четы Холмс был и третий ребёнок, но он умер в младенчестве. Пол Холмс особенно интересовался радио и в старших классах упражнялся в записи сообщений на домашнем магнитофоне, выступал на местной радиостанции и на сцене. В средней школе Холмс подружился с Майком Уильямсом (будущим лидером лейбористов Новой Зеландии) и с Питером Бивеном (англ. Peter Beaven, будущий глава Pipfruit NZ). Они оставались друзьями до конца дней Холмса.
В 1968 году Холмс покинул родительский дом и поступил на курс юриспруденции в Университет Виктории в Веллингтоне. Однако спустя непродолжительное время Пол Холмс решил посвятить себя искусству и окончил университет со степенью бакалавра искусств. Холмса вдохновляла карьера актёра, Дастина Хоффмана, и Пол хотел повторить его успех. Свою первую профессиональную актёрскую роль Пол Холмс получил в радиопостановке Антоний и Клеопатра, а в драматическом кружке Полу Холмсу довелось заниматься вместе с Сэмом Ниллом. Во время учёбы Пол Холмс подрабатывал в Хокс-Бей на хладокомбинате.

## Карьера
Профессиональная карьера Холмса началась в 1970-х годах, когда он пришёл работать на радио в Крайстчерче. Затем он работал в Австралии, Великобритании и в Нидерландах, после чего вернулся в Новую Зеландию и работал в утреннем шоу на канале 2ZB в Веллингтоне. В марте 1987 года Холмс стал ведущим утреннего шоу Breakfast на радиостанции 1ZB. На этой должности он сменил Мерва Смита, который был ведущим шоу на протяжении многих лет. Смена ведущих совпала с изменением формата радиостанции c городского радио (умеренная музыка, новости, комментарии слушателей и т.д.) к информационно-аналитическому. Это изменение вызвало недовольство среди слушателей, поскольку многим из не нравился Пол Холмс как ведущий, а также новости, интервью и формат разговорного радио без музыки. Рейтинг 1ZB упал до седьмой позиции и потребовалось около года, чтобы программа Холмса вновь стала лидером рейтингов.
В 1989 году Холмс пришёл на телевидение и присоединился к новому проекту информационно-аналитических передач в прайм-тайм, реконструированных в новом облике телекомпанией Television New Zealand. Его программа Holmes, поначалу выходила в эфир в 18:30. Позже, после увеличения продолжительности новостного блока до одного часа, она стала транслироваться в 19:00. В этой программе, выходившей до 2004 года, проводился глубокий аналитический анализ новостей дня. В первом выпуске этой программы в студию был приглашён Деннис Коннер, четырёхкратный обладатель Кубка Америки. После провокационного вопроса Коннер вышел из студии, что привело к обсуждению передачи в новостях на следующий день.
В 1999 году Холмс опубликовал автобиографию, а в 2000 году записал альбом на CD, который назывался Paul Holmes.
В 2003 году Пол Холмс стал кавалером новозеландского ордена «За заслуги» за заслуги в области телерадиовещания и службу на благо общества.
После 15 лет, проведённых на посту ведущего Holmes, он был чрезвычайно недоволен предложением шестимесячного контракта вместо годового, и 2 ноября 2004 года подал в отставку с телевидения. Вскоре после этого он перешёл в конкурирующую телекомпанию, Prime Television, с которой заключил трёхлетний контракт.
Новое шоу, Paul Holmes, было запущено на телеканале Prime 7 февраля 2005 года. Это шоу вынуждено было конкурировать с двумя другими передачами: шоу Campbell Live Джона Кемпбелла на канале TV3 и шоу Close Up с Сьюзан Вуд на канале TV One. Подобной конкуренции на новозеландском телевидении ранее не встречалось. В феврале 2005 года шоу Пола Холмса имело зрительский рейтинг в 7,1 процента, в то время как его бывшая программа на TV One, переименованная в Close Up, имела рейтинг в 31 процент. В марте 2005 года после запуска конкурентного шоу Campbell Live на TV3, компания Nielsen Media Ratings оценивала рейтинг шоу Paul Holmes в 4 процента зрительской аудитории. Невысокие рейтинги привели к тому, что трансляция передачи была перемещена на 18:00 после четырёх месяцев эфира, а шоу было переименовано в Holmes. Тем не менее, эти небольшие изменения были недостаточны для того, чтобы спасти шоу, а изменение времени трансляции лишь доказывало крах. 8 августа 2005 года, через шесть месяцев после запуска шоу, оно было закрыто. Исполнительный директор Prime Television, Крис Тейлор (англ. Chris Taylor) объяснял закрытие шоу низкими рейтингами и неспособностью привлечь зрителей из традиционных оплотов прайм-тайм новостей, таких как TV One и TV3. Шоу вернулось в еженедельном формате в конце 2005 года, а в 2006 году было обновлено и стало часовым ток-шоу, похожим на популярное британское шоу Майкла Паркинсона.
В 2005 году Пол Холмс был исключён из списка 50 наиболее влиятельных людей в Новой Зеландии по версии журнала New Zealand Listener ввиду того, что его телевизионное шоу имело низкие рейтинги и влияние.
Пол Холмс принял участие в съёмках сериала Улица Шортленд в роли Лесли Гранта (англ. Leslie Grant).
6 февраля 2007 года Холмс появился в репортаже Māori Television о праздновании дня Вайтанги. В марте того же года телеканал TV One, которому Холмс посвятил долгие годы, объявил, что Пол Холмс может принять участие в третьем сезоне новозеландской версии телепередачи Танцы со звёздами.
В конце 2008 года, после 22 лет работы, Холмс покинул пост ведущего утреннего будничного радиошоу на Newstalk ZB. После этого он стал вести утреннее шоу по субботам на той же радиостанции.
В 2009 году Холмс вернулся на TVNZ и до 2012 года был ведущим политического ток-шоу Q+A на канале TV One.
В начале 2011 года Холмс опубликовал книгу, Daughters of Erebus (с англ. — «Дочери Эребуса») о катастрофе DC-10 в Антарктиде, произошедшей в 1979 году.

## Отставка и смерть
В 1999 году Пол Холмс перенёс операцию по поводу рака предстательной железы, однако достаточно быстро восстановился. В январе 2012 года Пол Холмс снова был госпитализирован в связи с «угрозой здоровью», которая была связана с онкологическим рецидивом. В июне 2012 года Холмс перенёс операцию на сердце и был погружен в состояние искусственной комы. В ноябре 2012 года в телевизионном блоге был размещён пост о том, что Холмсу оставалось жить несколько недель в связи с острой сердечной недостаточностью. Однако Холмс опроверг эти слухи. Последнее интервью Пол Холмс взял у Кима Доткома в ноябре 2012 года. Через несколько недель после этого Холмс уволился с радио, а 8 декабря 2012 года объявил о своей отставке. После интервью Холмс и Дотком стали друзьями, и Дотком навещал Пола Холмса в его последние дни.
В 2013 году Холмс стал рыцарем новозеландского ордена «За заслуги» за службу обществу в сфере телерадиовещания. Посвящение в рыцари было проведено 16 января 2013 года, в доме Пола Холмса, раньше, чем первоначально планировалось, ввиду его плохого самочувствия. Через неделю после награждения Пол Холмс был вновь госпитализирован. На протяжении двух дней он находился под присмотром врачей, а затем был выписан на домашний уход. Многие из тех, кто в разное время конфликтовал с Холмсом, опубликовали заявления, в которых примирялись с телеведущим, но наиболее заметным стал отказ Денниса Коннера (американского шкипера, который покинул первую передачу Holmes) от комментариев. Пол Холмс умер 1 февраля 2013 года в своём доме в Хокс-Бей. Похороны и публичная церемония прощания с телеведущим состоялись 8 февраля 2013 года.

## Личная жизнь
Личная жизнь Пола Холмса часто попадала в поле зрения прессы ввиду его статуса знаменитости, который он приобрёл, беря интервью у известных людей. Пол Холмс множество раз попадал в ситуации, опасные для жизни. Первое происшествие случилось в 1973 году, когда в серьёзной автомобильной аварии Пол Холмс получил перелом шеи и кровоизлияние в мозг, в результате которого потерял зрение на одном глазу. Холмс также пережил несколько авиакатастроф, в том числе катастрофу вертолёта Bell 206 в заливе Анаура в июне 1989 года, в которой погиб оператор Йо фон Динклаж (англ. Jo Von Dinklage). В 2004 году Пол Холмс перенёс две жёсткие посадки на своём стареньком биплане Boeing-Stearman Model 75: 14 января 2004 года к юго-востоку от Туранги и 31 декабря 2004 года на аэродроме Хейстингс. Холмс также перенёс множество заболеваний, в том числе преодолел рак предстательной железы в 1999 году, перенёс операцию на сердце по поводу гипертрофической кардиомиопатии. Некоторые источники утверждают, что Холмс боролся с алкоголизмом.
В 1991 году Пол Холмс стал отцом, когда его подруга, Хинемоа Элдер (англ. Hinemoa Elder), родила сына, Ройбена Холмса (англ. Reuben Holmes). У Элдер уже была дочь от прошлого брака, Милли (англ. Millie), которая была очень привязана к отчиму и публично называла себя «папенькиной дочкой». Холмс позже заявил, что один из самых счастливых и гордых моментов в его жизни был, когда Милли назвала его «папой». Холмс женился на Элдер в 1992 году, но брак продлился недолго, около 5 лет. В 1998 году Холмс начал встречаться с риелтором, Деборой Гамильтон (англ. Deborah Hamilton). В 2001 году они съехались, а в 2004 году поженились. В 2007 году приёмная дочь Холмса, Милли, была арестована по обвинению в хранении метамфетамина. Холмс защищал Милли и окончил агитационной компанией против наркотиков. То, что Пол Холмс выставил проблему напоказ и недолюбливал бойфренда Милли, привело к двум крупным ссорам за год. В январе 2010 года они помирились, а обвинения были окончательно сняты.

## Скандалы
Холмс привлёк внимание средств массовой информации по ряду спорных замечаний о видных деятелях и вопросах, в том числе в 2003 году по поводу комментариев о wahi tapu (священных местах маори).
- В 2001 году комиссия по стандартам телерадиовещания[англ.] вынесла решение против Пола Холмса за несбалансированность и отсутствие журналистской честности в серии новостных репортажей о кампании, названной в сюжете «A Generation Lost?» (с англ. — «потерянное поколение»). Эта кампания, под руководством маркетолога Ричарда Пула (англ. Richard Poole) из Окленда, обвиняла правительство Хелен Кларк в «утечке мозгов» молодых новозеландцев, ключевой политической проблеме того времени. Эта кампания была позже признана политически мотивированной и финансируемой аналитическим центром New Zealand Business Roundtable[англ.], о чём Пол Холмс, как считалось, знал, но так и не признал этого[36][37].
- В сентябре 2003 года он неоднократно назвал тогдашнего генерального секретаря ООН, Кофи Аннана, «нахальным чёрномазым» (англ. cheeky darkie) в ходе своего радиошоу, а помимо этого, употреблял слово «darkie» (с англ. — «темнокожий») в целом по отношению к представителям негроидной расы. Эти замечания привели к международному скандалу, но Холмс продолжил свою работу, сделав несколько эмоциональных извинений, заявив, что он был «уставшим». Компания Mitsubishi Motors, главный спонсор его телевизионного шоу, прекратила спонсирование после этого случая.
- В марте 2004 года он назвал израильского премьер-министра не иначе как «мясник Шарон». Позже, в том же 2004 году, он дал такие эпитеты политику Тариане Туриа[англ.], как: «бестолковый мешок жира» (англ. confused bag of lard), «отморозок» (англ. a bully), «сложившийся под давлением» (англ. folded under pressure), у которой «не хватило кишок, чтобы проголосовать» (англ. did not have the "guts to vote"), «много говорит, но ничего собой не представляет» (англ. all mouth and no trousers, all talk and no walk), и «полная дура» (англ. complete fool)[38].
- В ноябре 2010 года телекомпания TVNZ объявила о своём намерении расследовать официальные жалобы относительно поведения Холмса в аналитической программе Q+A в ходе интервью с различными участниками кадрового скандала, связанного со съёмками фильма Хоббит[39].
- В феврале 2012 года Пол Холмс написал заметку в The New Zealand Herald[англ.] с резкой критикой дня Вайтанги[англ.] и народности маори. Он назвал день Вайтанги «дебильным дополнительным днём самоотречения маори» (англ. loony Maori fringe self-denial day) и описал его как «безнадежный провал маори в попытках воспитания своих детей и прекращении их избиения» (англ. hopeless failure of Maori to educate their children and stop them bashing their babies)[40]. Эта заметка вызвала большое количество официальных жалоб[41], которые были поддержаны новозеландским советом по печати[42].

## Публикации
- Paul Holmes. Daughters of Erebus. — Hachette UK, 2011. — 300 p. — ISBN 1869712633, 9781869712631.
- Paul Holmes. Holmes at Large: The Best of Paul Holmes' Weekly Columns. — Hachette New Zealand, 2010. — 304 p. — ISBN 1869711882, 9781869711887.